# Midnite Vultures
Midnite Vultures – czwarty album Becka nagrany dla dużej wytwórni, a szósty ogółem. Jest to też drugi album nagrany przy współpracy z duetem producenckim The Dust Brothers. Jego muzyczną zawartość cechuje powrót do bardziej funkowych brzmień po indierockowym albumie Mutations. Okładkę zaprojektował Yamantaka Eye z zespołu Boredoms.

## Informacje o utworach
Piosenka „Mixed Bizness” zawiera 25 sekund elektronicznego hałasu dodanego na końcu utworu. „Beautiful Way” zawiera 9 sekund odgłosów malowania farbą w sprayu i jest mocno inspirowany utworem „Countess from Hong Kong” zespołu Velvet Underground. Utwór „Debra” został napisany i nagrany z myślą o Odelay, ale dokończono go i wydano dopiero na Midnite Vultures. Tytułowy utwór nie ukazał się na płycie, a jedynie na limitowanej do 10 000 sztuk epce wydanej przez oficjalną stronę Becka.
Fragment utworu „Beautiful Way” o długości 30 sekund dołączany jest do odtwarzacza Windows Media Player 7 w systemie Windows ME.

## Lista utworów
Wszystkie utwory napisane przez Becka Hansena, poza oznaczonymi inaczej.
1. „Sexx Laws” – 3:39
2. „Nicotine & Gravy” – 5:13
3. „Mixed Bizness” – 4:10
4. „Get Real Paid” – 4:20
5. „Hollywood Freaks” (Hansen, John King, Michael Simpson) – 3:59
6. „Peaches & Cream” – 4:54
7. „Broken Train” (originally titled "Out of Kontrol") – 4:11
8. „Milk & Honey” (Hansen, Buzz Clifford) – 5:18
9. „Beautiful Way” – 5:44
10. „Pressure Zone” – 3:07
11. „Debra” (Hansen, King, Simpson) – 13:46

- Po 7 minutach od zakończenia utworu jest 1:04 elektronicznego hałasu pełniąca rolę ukrytego utworu.

## Single
- „Sexx Laws”
- „Mixed Bizness”
- „Nicotine and Gravy”